# ライタ・ラースロー
ライタ・ラースロー（Lajtha László, 1892年6月30日 - 1963年2月16日）は、ハンガリーの作曲家、民族音楽学者、指揮者。

## 経歴
ライテルスドルフェル・リポート（Leitersdorfer Lipót）とヴィーゼル・イダ（Wiesel Ida）の両親のもとに生まれる。ブダペスト出身。ライプツィヒ、ジュネーヴ、パリで学び、パリではヴァンサン・ダンディに師事した。第一次世界大戦後、ブダペスト音楽院・国立アカデミーで教鞭をとり、バルトーク・ベーラ、コダーイ・ゾルターンと共同で、ハンガリーの民謡の録音の写譜と分析にあたった。
第二次世界大戦後にはハンガリー・ラジオ放送局の音楽監督に迎えられるが、1956年のハンガリー動乱を支援したとして解雇された。
作品には9曲の交響曲、10曲の弦楽四重奏曲、3つのバレエ、オペレッタ『青い帽子』などがあり、他にも多くの管弦楽曲、室内楽、器楽、宗教音楽、映画音楽がある。
ライタはハンガリーの重要な交響曲作曲家とみなされているが、国内外への公演を禁止したハンガリー人民共和国のソ連型社会主義による抑圧の結果、評価されるようになったのは近年のことである。

## 主な作品

### 交響曲
- 第1番 op. 24 (1936)
- 第2番 op. 27 (1938)
- 第3番 op. 45a (映画 大聖堂での殺人から, 1948)
- 第4番 春 op. 52 (1951)
- 第5番 op. 55 (アンリ・バローに捧げられた。 1952)
- 第6番 op. 61 (1955)
- 第7番 革命 op. 63 (1957) (秋とも呼ばれる)
  - ハンガリー動乱を題材としている[1]。
- 第8番 op. 66 (1959)
- 第9番 op. 67 (1961)